# 366272 Medellín
366272 Medellín è un asteroide della fascia principale. Scoperto nel 2003, presenta un'orbita caratterizzata da un semiasse maggiore pari a 3,1816451 UA e da un'eccentricità di 0,1038654, inclinata di 19,81580° rispetto all'eclittica.
L'asteroide è dedicato alla città colombiana di Medellín.